# Borja Tous
Borja Tous (Palma de Mallorca, 13 de septiembre de 1977) es un actor español.

## Biografía
Estudió en el Instituto del Teatro. Trabajó en la cadena de televisión y radio IB3 en series locales al tiempo que salía en series nacionales.
En 2011, fue profesor de teatro en las clases de voz del GAT.
En 2012, junto a Tita Planells abrió una escuela de teatro y artes escénicas llamado Studio 8 en Sant Miquel, Ibiza, dedicado a dar cabida a un espacio «para el teatro y la vida» centrado principalmente a niños y adolescentes de 8 a 17 años.

## Vida personal
Es hermano del estilista de moda Alberto Tous. 
En 2006, tuvo una hija con la actriz ibicenca Tita Planells (1975).

## Filmografía
Cine
- Anita no pierde el tren (2001).
- Se ven de, dirigida por Mapi Galán (2010).
- Crims (2000)
- Majoria absoluta (2002).
- El mar (2000).
- L'escala de diamants (TV Movie) (2003).
- Vallterra (2005).

Series
- Yo soy Bea (2006 - 2009) en Telecinco.
- Un golpe de suerte (2009) en Telecinco.
- La pecera de Eva (2009) en Telecinco.
- La que se avecina (2009) en Telecinco.
- Rocío Dúrcal, volver a verte (2011) en Telecinco.
- Los misterios de Laura (2011) en TVE.
- Frágiles (2012) en Telecinco.
- L'anell (2013) en IB3.
- La Riera (2004 - 2017) en TV3.
- La que se avecina (2018) en Telecinco.

Cortos
- La escapada (2000)
- EnREDO (2005)
- Se ven de (2008)
- Desesperación (2008)

## Teatro
- Amics (2008)